# Heinrich Bruckhoff
Heinrich Bruckhoff (* 14. Oktober 1892 in Mülheim an der Ruhr; † 8. Dezember 1956 ebenda) war ein deutscher Gewerkschafter und später Politiker der (SPD). Er war von 1947 bis 1956 Abgeordneter im Landtag von Nordrhein-Westfalen.

## Ausbildung und Beruf
Bruckhoff besuchte die Volksschule und arbeitete anschließend als Former, außerdem betätigte er sich von 1909 bis 1933 als Gewerkschaftssekretär. Während der Zeit des Nationalsozialismus war er kurzzeitig im Konzentrationslager Oranienburg-Sachsenhausen inhaftiert.

## Politik
Nach dem Zweiten Weltkrieg trat er der SPD bei und wurde 1945 Mitglied des Bürgerrates der Stadt Mülheim an der Ruhr. Von 1946 bis 1954 war Bruckhoff Ratsmitglied und SPD-Fraktionsvorsitzender der Stadt. Außerdem war er seit der ersten Wahlperiode, vom 20. April 1947 an, Abgeordneter des Landtages von Nordrhein-Westfalen. In allen drei Landtagswahlen wurde er direkt im Wahlkreis 068 Mülheim (Ruhr)-Nord ins Parlament gewählt. Er gehörte dem Landtag bis zu seinem Tod im Dezember 1956 an.

## Weblink
Heinrich Bruckhoff beim Landtag Nordrhein-Westfalen
| Personendaten    | Personendaten                  |
| ---------------- | ------------------------------ |
| NAME             | Bruckhoff, Heinrich            |
| KURZBESCHREIBUNG | deutscher Politiker (SPD), MdL |
| GEBURTSDATUM     | 14. Oktober 1892               |
| GEBURTSORT       | Mülheim an der Ruhr            |
| STERBEDATUM      | 8. Dezember 1956               |
| STERBEORT        | Mülheim an der Ruhr            |